# Медитерране
Медитерране (фр. Méditerranée) — департамент Французской империи в Средней Италии в 1808—1814 годах, с административным центром в Ливорно и су-префектурами в Пизе и Вольтерре.
После аннексии королевства Этрурии на территориях, присоединенных к Франции, 25 мая 1808 были образованы департаменты Медитерране («Средиземный»), Омброне и Арно. В 1811 году в состав департамента был включен остров Эльба, принадлежавший Неаполитанскому королевству.
В 1814 году континентальная часть департамента была передана Великому герцогству Тосканскому, а остров Эльба, в соответствии с договором в Фонтенбло, стал отдельным княжеством под управлением Наполеона Бонапарта.
Площадь департамента составляла 491 000 га, население — 318 725 человек (1812).
Состоял из четырех округов:
- Округ Ливорно
  - Кантоны: Лари, Ливорно (4 кантона), Печчоли, Понтедера, Розиньяно, Сан-Миньято и Фолья
- Округ Эльба
  - Кантоны: Портоферрайо (су-префектура) и Порто-Лонгоне
- Округ Пиза
  - Кантоны: Баньи-ди-Сан-Джульяно, Барга, Борго-а-Буджано, Бьентина, Викопизано, Кастельфранко-ди-Сотто, Кашина, Монтекарло, Монтекатини, Пеша, Пиза (3 кантона), Пьетрасанта, Серавецца, Фучеккьо и Черрето
- Округ Вольтерра
  - Кантоны: Вольтерра, Гуардисталло, Кампилья, Кастельфьорентино, Монтайоне, Палая, Помаранче и Сан-Джиминьяно

Департамент Медитерране был включен в 29-ю военную дивизию, 16-ю когорту Почетного легиона, 29-й лесной округ, диоцезы Пизы, Ливорно, Пеши, Сан-Миньято, Вольтерры, Флорентийское сенаторство и относился к Флорентийскому императорскому суду. Этот департамент избирал трех депутатов в Законодательный корпус.

## Список префектов
- 25 февраля 1808 — 1810 — Гийом Капель
- 30 ноября 1810 — 1814 — Мишель-Огюстен де Гойон